# Митрополичья палата (Киев)
Дом митрополита (укр. Будинок митрополита) — памятник архитектуры XVIII века, бывший на протяжении 200 лет резиденцией киевского митрополита, а сейчас — музей в составе национального заповедника «София Киевская». Расположен в Киеве по адресу Владимирская ул., 24.

## История
Дом для митрополита киевского был сооружён в 1722—1730 годах в характерном для Киева тех лет украинском барокко прямо напротив главного входа в Софийский собор. Из года в год здание постоянно видоизменялось. Первоначально (при митрополите Варлааме) дом был одноэтажным. Однако несколько позже, в бытность Рафаила Заборовского киевским митрополитом, был надстроен второй этаж. Работами, судя по всему, руководил известный в те времена зодчий Иоганн Готфрид Шедель. Лишь при следующем митрополите — Тимофее Щербацком удалось завершить и без того затянувшееся строительство. На сей раз работами руководил архитектор С. Антонов.
В 1838 году была значительно перестроена расположенная на втором этаже домовая церковь киевских митрополитов.
В 1840—1917 годы в доме размещалось Киево-Софийское духовное училище.
В 1918—1923 годах в доме размещался Украинский архитектурный институт. В 1924 в здании расположился Центральный исторический архив, а также (до 1941 года) — киевская городская комендатура. В послевоенное время в доме обосновался Президиум Академии строительства и архитектуры УССР.

## Архитектурные особенности
Здание дворцового типа завершается мансардой под крышей «с заломом». Парадно оформлены два главных фасада — восточный и западный. Эти фасады были украшены фронтонами. Восточный фасад обработан гранёными выступлениями по углам сооружения, высоким фронтоном, изысканно декорированными окнами. Восточный фасад обращён на Софийскую площадь. Не менее пышно оформлен и фасад, выходящий на так называемый митрополичий двор (укр. митрополиче подвір'я).

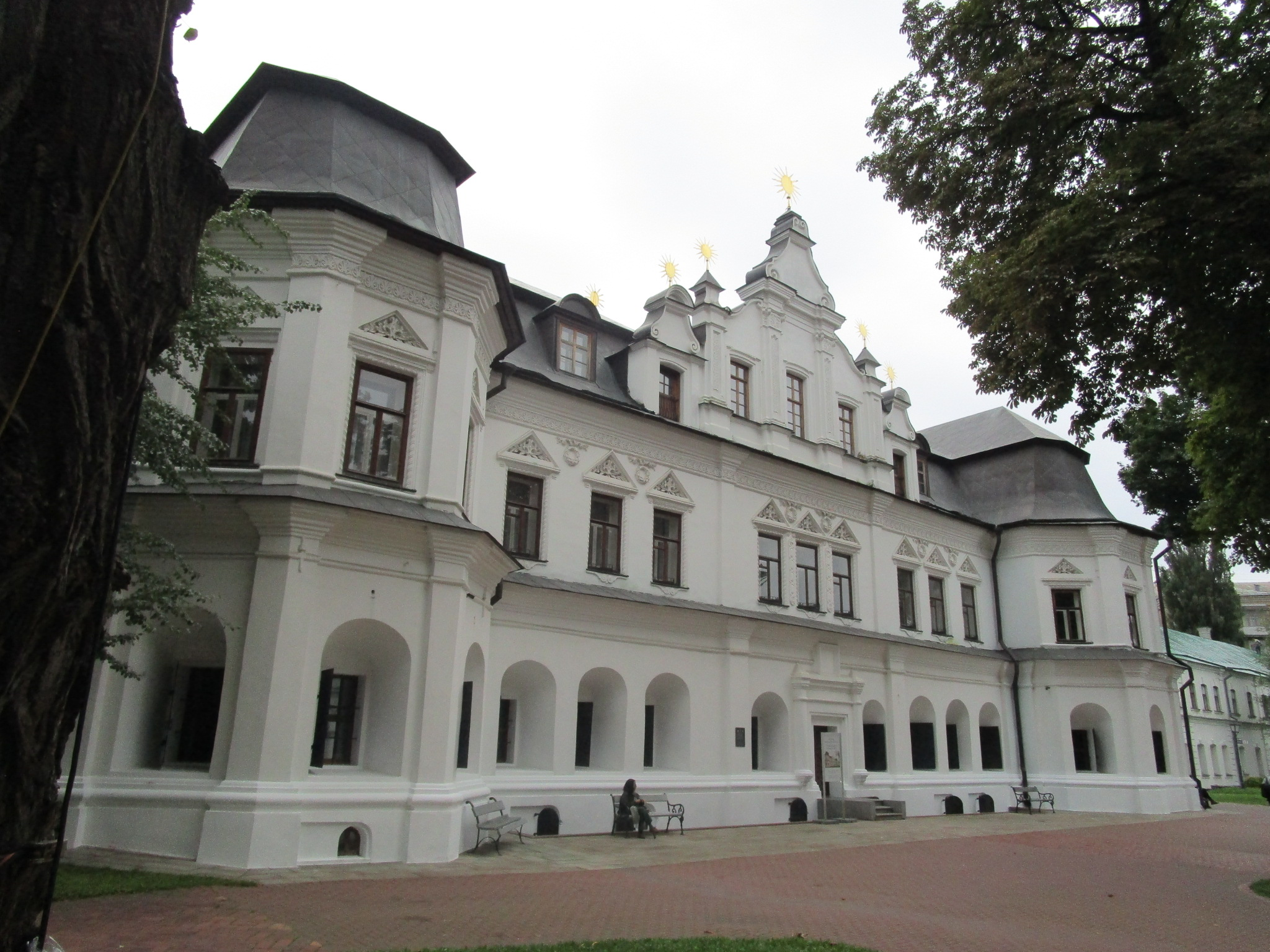
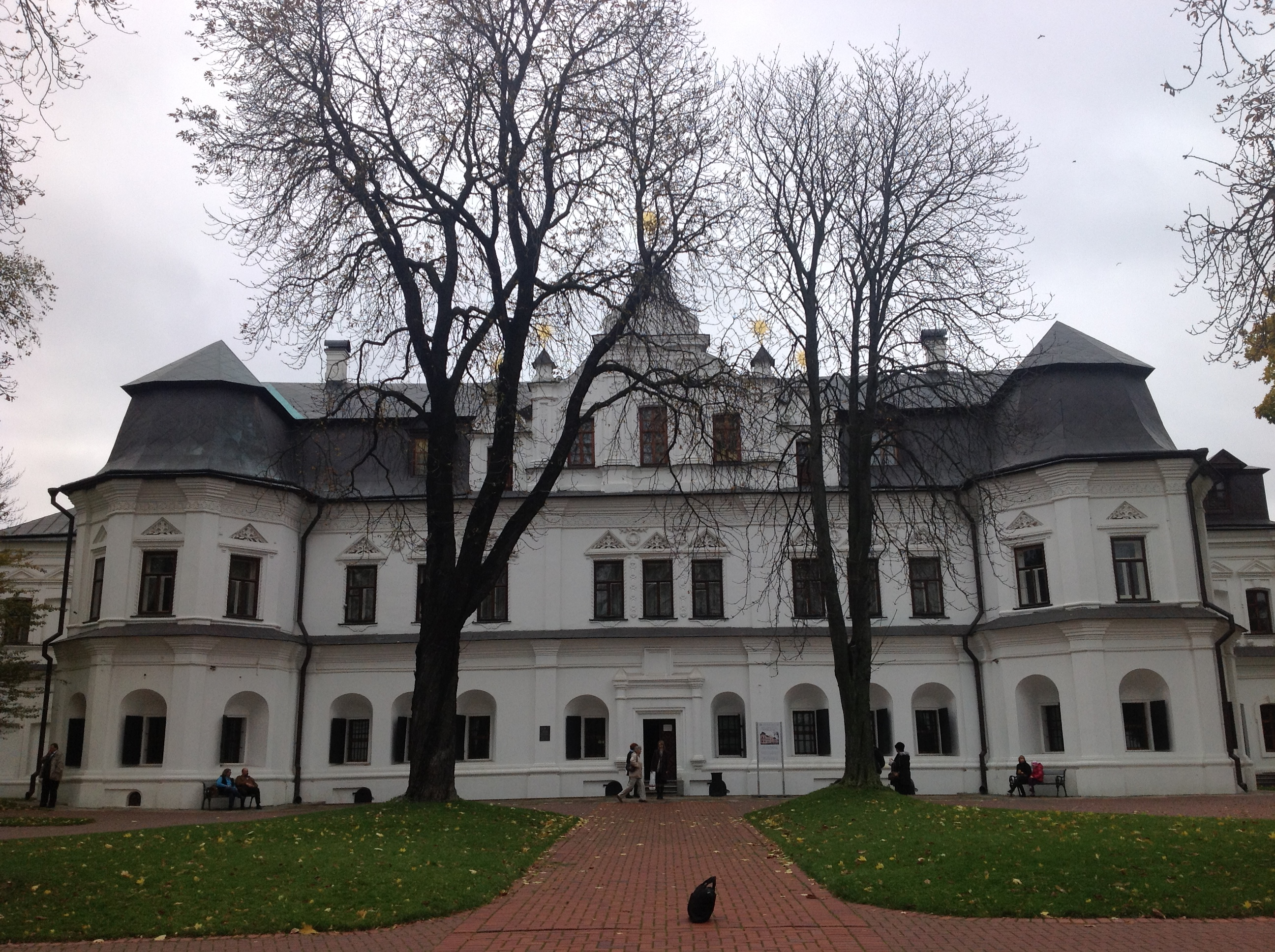
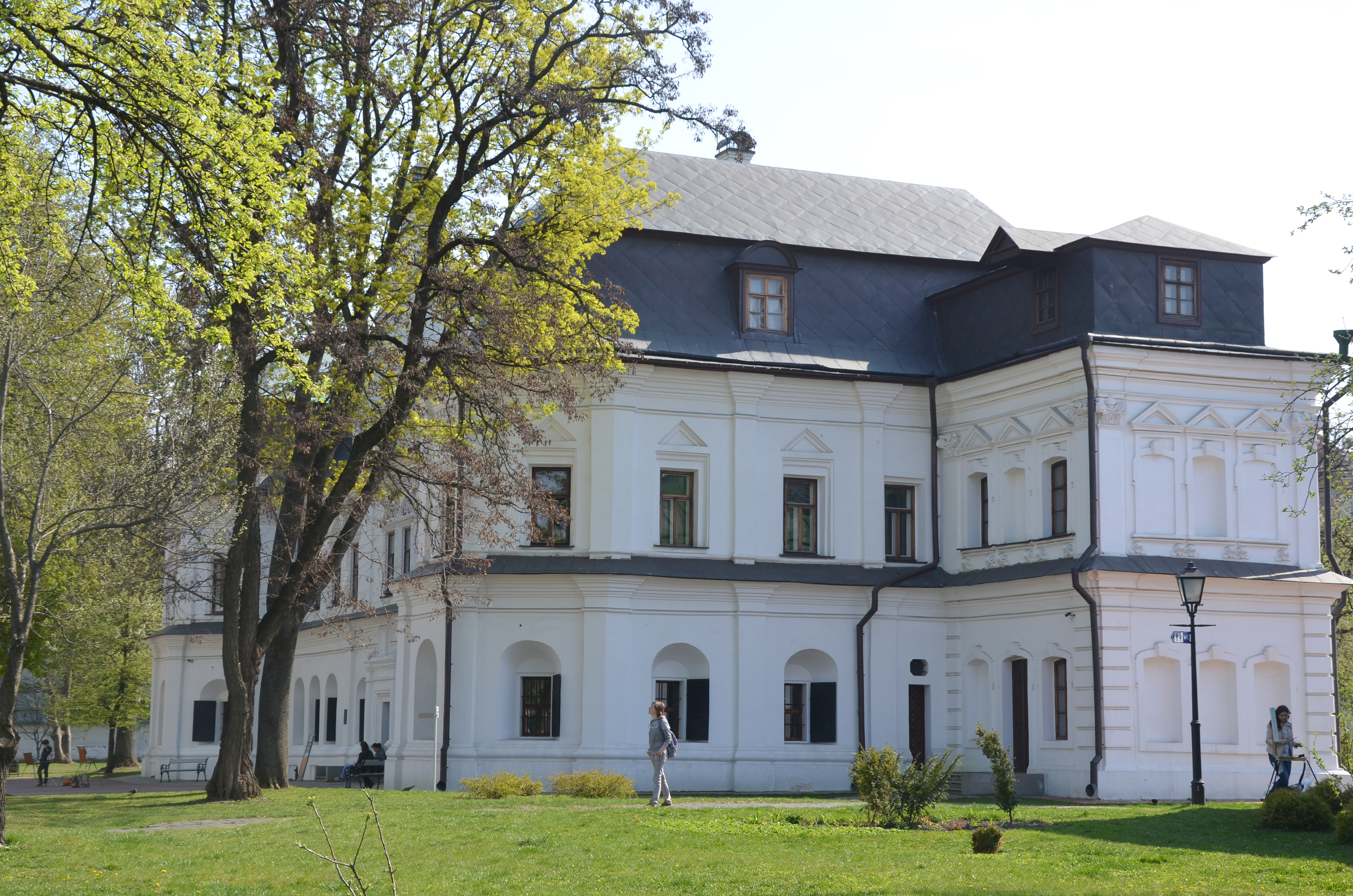
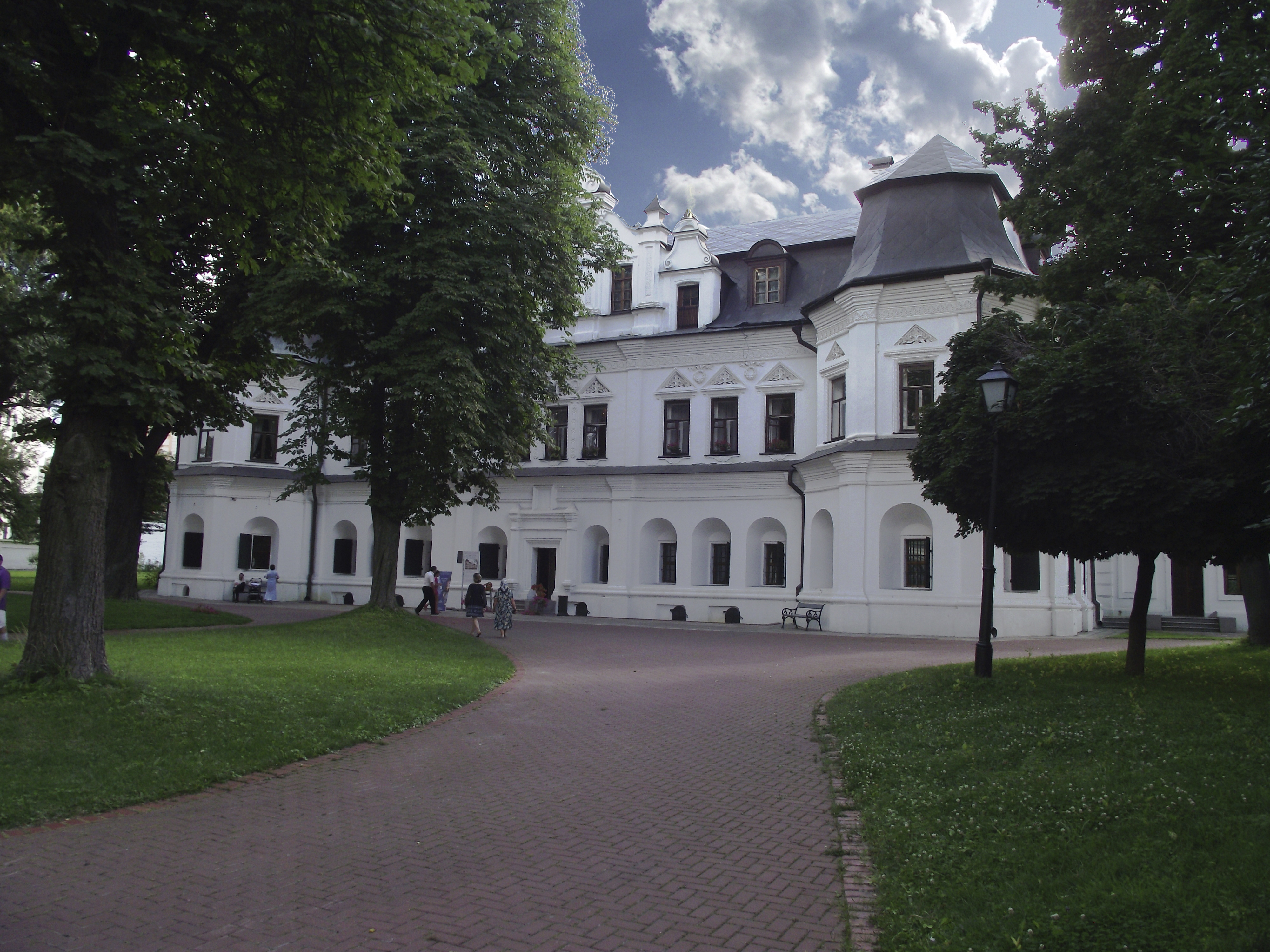